# Сражение при Мехадии (1788)
Сражение при Мехадии (нем. Mehadia) — одно из сражений австро-турецкой войны (1787—1791), произошедшее в августе 1788 года во время наступления османской армии Юсуф-паши в Банате.

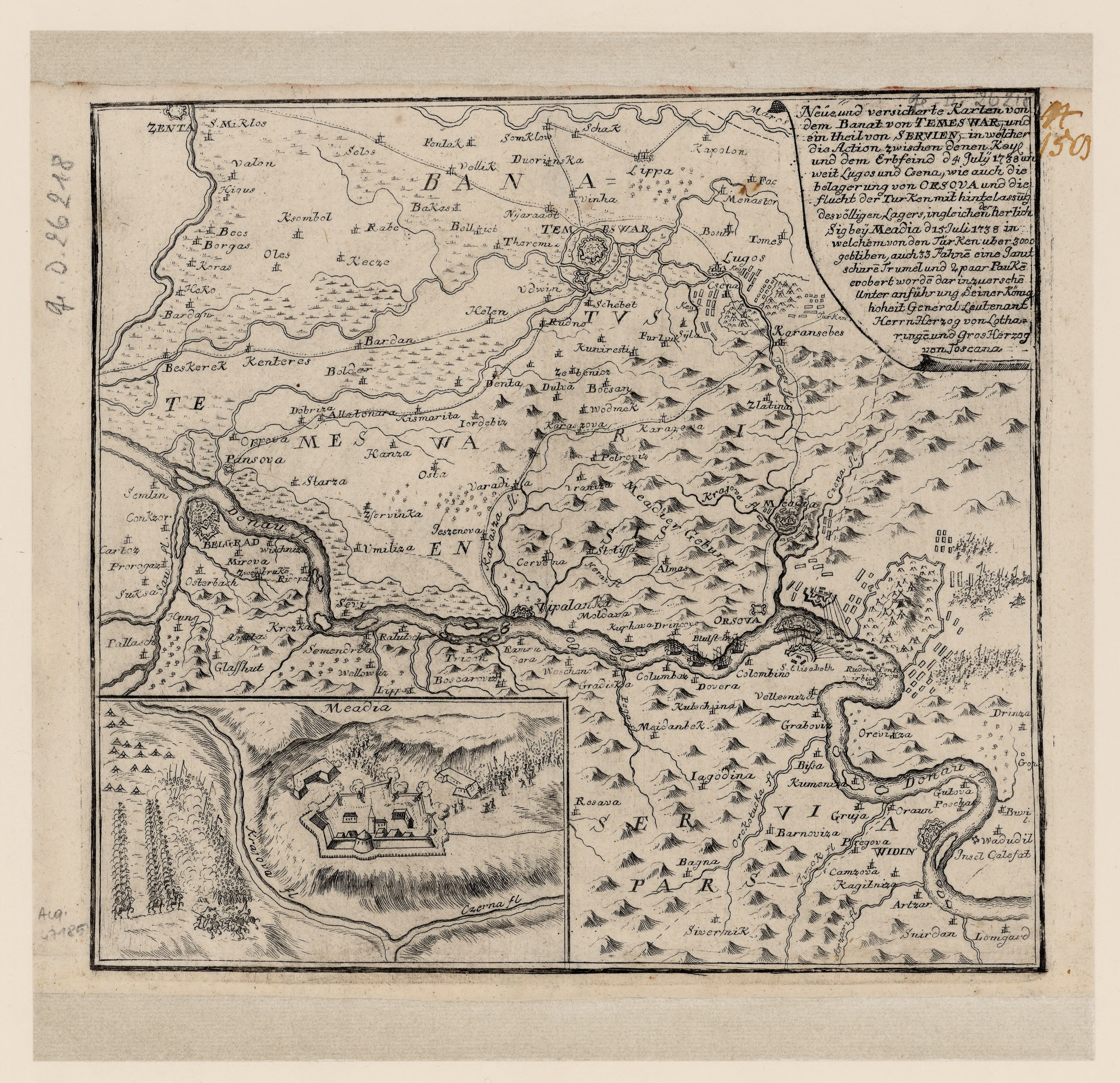
Театр военных действий 1788 г. в Банате

Австрийский корпус в Банате, первоначально насчитывавший 7 батальонов и 12 эскадронов, был усилен императором Иосифом до 15 батальонов и 14 эскадронов. Основная часть войск находилась в подчинении фельдмаршал-лейтенанта графа Вильгельма Людвига Вартенслебена и стояла в Мехадии, остальные вытянулись кордоном напротив Сербии от Панчовой через Кубин (Ковин), Уй-Паланку (Банатска-Паланка), Вайскирхен (Белобрешка), Молдаву (Молдова Вече) и Ветерани Хёле (Peştera Veterani) до Жупан (Жупанек) у Оршова.
Османский великий визирь Юсуф-паша взял на себя инициативу и быстро и сильно атаковал слабое место в линии обороны Габсбургов. Переместив войска по обе стороны Дуная, днем 4 августа османы начали обстрел позиций противника у Жупан, в 2,5 км к северу от Оршова. Отряд сипахской кавалерии действовал как прикрытие, пока «несколько тысяч янычар» высаживались вдоль Дуная. Генерал Папилла со своими валашским кавалерийским полком и пехотным батальоном не препятствовал высадке, а просто отступил по дороге на север, в Мехадию. В конце концов он попал в засаду, и 7 августа турки разгромили его силы, но сам он вместе с некоторыми из своих людей прорвался в безопасное место. Помимо артиллерийских орудий, боеприпасов и котлов, австрийцы потеряли «несколько офицеров и солдат».
После нападения турок на Жупаны граф Вартенслебен занял укрепленную частоколами позицию на высоте, которая тянется от впадения ручья Беларека в реку Черну и вдоль этой реки до Мехадии. Ему удавалось отражать неоднократные атаки подошедших турок до 28 августа. Наконец, турки сосредоточили свои усилия на передовом редане перед левым флангом Вартенслебена. Отряду полка Латтермана удалось отразить два вражеских натиска, но затем частоколы, поддерживающие его позицию, рухнули, вынудив его в замешательстве отойти. Теперь турки нашли брешь и могли обойти высоту и атаковать с тыла главную позицию. Поняв это, Вартенслебен был вынужден отступить. В ночь на 29-е число он отошёл через Корнию (Корнеа) и Терегову в Фенеш, куда корпус прибыл еще до вечера и занял новую позицию на высотах южнее города.
Но даже в этом случае все не было потеряно. Поскольку турки сжигали и уничтожали все на своем пути, возможно, можно было бы заморить их голодом и заставить отступить. Генералы Брешенвиль и д'Аспремон прочно владели северным берегом Дуная и выходами, ведущими на равнины Баната, в то время как контингент у Ветерани Хёле (Peştera Veterani) продолжал упорное сопротивление.
2 сентября император Иосиф объединил силы, переброшенные от Белграда, с корпусом Вартенслебена в Иллове, которая находится примерно в десяти километрах к югу от Карансебеша, и его штаб разработал новый план по изгнанию захватчиков с территории Габсбургов.